# Le Cou de la girafe
Pour plus de détails, voir Fiche technique et Distribution.
Le Cou de la girafe est un film franco-belge de Safy Nebbou sorti en 2004.
Ce film traite du thème de la vieillesse et des rapports grands-parents/enfants.

## Synopsis
Une fillette arrive à convaincre son grand-père placé en maison de retraite de « faire le mur » afin de retrouver sa grand-mère qu'elle n'a jamais vue. Il avait une librairie qui s'appelait « Le Cou de la girafe ».

## Fiche technique
- Scénario : Safy Nebbou et Agnès Yobrégat
- Adaptation : Danièle Thompson
- Durée : 84 min.
- Date de sortie : 29 septembre 2004

## Distribution
- Claude Rich : Paul
- Louisa Pili : Mathilde
- Sandrine Bonnaire : Hélène
- Darry Cowl : Léo
- Philippe Leroy : Maxime
- Maurice Chevit : Maurice
- Monique Mélinand : Madeleine
- Marie Mergey : Émilie
- Sarah Boréo : Renée
- Geneviève Rey-Penchenat : Marguerite
- Paul Pavel : M. Achraf
- Françoise Jamet : Lucie
- Arlette Didier : Josette
- Stéphane Bissot : Stéphanie
- Frédéric Gorny : l'inspecteur
- Marie-Julie Baup : la jeune fille du train